# Flying Leathernecks
Flying Leathernecks is een Amerikaanse oorlogsfilm uit 1951 onder regie van Nicholas Ray. De film werd destijds uitgebracht onder de titel De veroveraars van de Pacific.

## Verhaal
Majoor Daniel Kirby is een legerofficier met ouderwetse opvattingen. Hij pakt zijn manschappen heel hard aan. Kapitein Carl Griffin vindt dat hij in moet binden. De twee officieren houden een gevecht om het leiderschap.

## Rolverdeling
| Acteur            | Personage                  |
| ----------------- | -------------------------- |
| John Wayne        | Majoor Daniel Xavier Kirby |
| Robert Ryan       | Kapitein Carl Griffin      |
| Don Taylor        | Luitenant Vern Blithe      |
| Janis Carter      | Joan Kirby                 |
| Jay C. Flippen    | Sergeant Clancy            |
| William Harrigan  | Dr. Joe Curran             |
| James Bell        | Kolonel                    |
| Barry Kelley      | Brigadier-generaal         |
| Maurice Jara      | Shorty Vegay               |
| Adam Williams     | Luitenant Bert Malotke     |
| James Dobson      | Luitenant Pudge McCabe     |
| Carleton Young    | Kolonel Riley              |
| Michael St. Angel | Kapitein Harold Jorgensen  |
| Brett King        | Luitenant Ernie Stark      |
| Gordon Gebert     | Tommy Kirby                |